# Henry Frayne
Henry Frayne (Australia, 14 de abril de 1990) es un atleta australiano especializado en la prueba de salto de longitud, en la que consiguió ser subcampeón mundial en pista cubierta en 2012.

## Carrera deportiva
En el Campeonato Mundial de Atletismo en Pista Cubierta de 2012 ganó la medalla de plata en el salto de longitud, con un salto de 8.23 metros que fue récord de Oceanía, tras el brasileño Mauro Vinícius da Silva (oro también con 8.23 metros) y por delante del ruso Aleksandr Menkov (bronce con 8.22 metros).